# Ewaldite
L'ewaldite è un minerale.